# Karl Tofer
Karl Tofer (* 11. Augustjul. / 23. August 1885greg. in Sindi, Livland; † 31. Dezember 1942 im Gefangenenlager von Solikamsk, Sowjetunion) war ein estnischer Diplomat. Er war von 1936 bis 1939 Gesandter der Republik Estland in Berlin.

## Frühe Jahre
Karl Tofer legte sein Abitur am Gymnasium in Pärnu ab. 1905/06 studierte er am Polytechnikum im livländischen Riga Chemie und Maschinenbau. Anschließend arbeitete er im Familienunternehmen "Tofers Kaufhaus" (estnisch Toferi Kaubamaja) in Russland.

## Diplomatische Karriere
Mit der Ausrufung der staatlichen Unabhängigkeit Estlands trat Tofer 1920 in den diplomatischen Dienst seines Landes ein. 1920/21 war er an der estnischen Gesandtschaft in Riga tätig, bevor er 1921 Konsul in Berlin wurde. 1923 wurde Karl Tofer stellvertretender Außenminister (estnisch välisministri abi) der Republik Estland. Von 1927 bis 1931 war Tofer erster estnischer Gesandter in Rom, wo er gleichzeitig für Italien und Ungarn akkreditiert war. Von 1930 bis 1932 war er estnischer Gesandter in Warschau, bevor er erneut Vizeaußenminister wurde. 1933 wurde Tofer zum Gesandten in Moskau berufen. Am 1. August 1936 trat er die Nachfolge von Friedrich Karl Akel als estnischer Gesandter in Berlin an. 1939 übergab er die Leitung der Gesandtschaft an Rudolf Möllerson. 1939/40 war Tofer erneut stellvertretender Außenminister der Republik Estland.
Mit der sowjetischen Besetzung Estlands im Sommer 1940 wurde Tofer am 5. Juli 1940 von den stalinistischen Besatzungsbehörden offiziell aus dem Auswärtigen Dienst Estlands entlassen. Er wurde im folgenden Jahr festgenommen und starb wenige Monate später in einem Gefangenenlager in der damaligen Oblast Molotow (heute Region Perm, Russland).

## Privatleben
Karl Tofer war mit Helene Konstantinovskaja (1893–1966) verheiratet. Das Paar hatte den Sohn Georg Tofer (1914–1986).